# André Guelfi
André Guelfi (* 6. Mai 1919 in Mazagan, Marokko; † 28. Juni 2016 in Paris, Frankreich) war ein marokkanischer Automobilrennfahrer.

## Motorsport
André Guelfi, der einer korsischen Familie entstammte, hatte eine lange Karriere als Autorennfahrer, beginnend 1950. Sein erstes Rennfahrzeug war ein Delahaye, den er bald gegen einen Jaguar tauschte. 1953 wurde er in seiner Heimat einem breiten Publikum bekannt, als er auf einem Gordini das Sportwagenrennen von Agadir gewann. Das brachte ihm einen Werkswagen für das 12-Stunden-Rennen von Casablanca 1953. Den Volant teilte er sich mit Jean Behra, das Duo musste aber mit einem technischen Defekt vorzeitig aufgeben.
Guelfi wurde 1954 fester Werkspilot bei Gordini und hatte seinen ersten Monoposto-Einsatz beim Großen Preis von Pescara. Das Rennen endete für ihn schon nach einer Runde, als sein Bolide nach einem Motorschaden in Flammen aufging. Das richtige Metier für den robusten Nordafrikaner waren die harten Sportwagenrennen der 1950er-Jahre. 1954 wurde er gemeinsam mit Jacques Pollet Sechster bei den 24 Stunden von Le Mans und gewann dabei die Klasse bis 3000 cm³.
Guelfi bestritt die meisten seiner Rennen in Marokko und wurde 1955 nationaler Sportwagenmeister. Als die Mittelmotor-Rennwagen von Cooper den Weg in die Zukunft zeigten, erwarb er einen und fuhr damit Formel-1-Rennen in Frankreich. 1957 wurde er Siebter beim Großen Preis von Pau und 1958 überraschend Zweiter beim Großen Preis von Paris in Montlhéry, nur drei Sekunden hinter dem Sieger Henry Taylor.
1958 war Guelfi beim Großen Preis von Marokko am Start und war somit der erste Afrikaner, der in der höchsten Motorsportklasse fuhr. Mit dem langsamen Formel-2-Cooper T45 war er den Spitzenfahrern zwar klar unterlegen, aber nach einer tapferen Fahrt wurde er von Tausenden jubelnden Zuschauern – er wurde 15. und hatte vier Runden Rückstand – bei der Zieldurchfahrt wie der Sieger empfangen.
Guelfi fuhr bis in die späten 1960er-Jahre Autorennen. Ein letztes Mal findet sich 1968 sein Name in einer Startliste, als er an einem Rennen in Rabat mit einem Porsche 911R teilnahm.
Seit dem Tod von Robert La Caze war André Guelfi der älteste noch lebende Formel-1-Rennfahrer. Ihm folgte Kenneth McAlpine. Er starb im Juni 2016.

## Unternehmerische Aktivität
Schon während seiner Zeit als Rennfahrer war Guelfi sehr vermögend; er verdiente sein Geld mit dem Bau von Schiffen für Berufsfischer. Nach Abschluss seiner Motorsportkarriere begann er in den 1970er-Jahren in Frankreich mit dem Aufbau eines Immobilien-Unternehmens. Er erwarb über hundert Immobilien in Paris. Er pflegte Beziehungen zu einflussreichen Kreisen und heiratete eine Nichte Georges Pompidous. 1975 bis 2000 wohnte er in Genf in der Schweiz.

## Statistik

### Statistik in der Automobil-Weltmeisterschaft

#### Gesamtübersicht
| Saison | Team         | Chassis    | Motor         | Rennen | Siege | Zweiter | Dritter | Poles | schn. Rennrunden | Punkte | WM-Pos. |
| ------ | ------------ | ---------- | ------------- | ------ | ----- | ------- | ------- | ----- | ---------------- | ------ | ------- |
| 1958   | André Guelfi | Cooper T45 | Climax 1.5 L4 | 1      | −     | −       | −       | −     | −                | −      | NC      |
| Gesamt | Gesamt       | Gesamt     | Gesamt        | 1      | −     | −       | −       | −     | −                | −      |         |

#### Einzelergebnisse
| Saison | 1 | 2 | 3 | 4 | 5 | 6 | 7 | 8 | 9 | 10 | 11 |
| ------ | - | - | - | - | - | - | - | - | - | -- | -- |
| 1958   |   |   |   |   |   |   |   |   |   |    |    |
|        |   |   |   |   |   |   |   |   |   | 15 |    |

| Legende  | Legende            | Legende                                                          |
| Farbe    | Abkürzung          | Bedeutung                                                        |
| -------- | ------------------ | ---------------------------------------------------------------- |
| Gold     | –                  | Sieg                                                             |
| Silber   | –                  | 2. Platz                                                         |
| Bronze   | –                  | 3. Platz                                                         |
| Grün     | –                  | Platzierung in den Punkten                                       |
| Blau     | –                  | Klassifiziert außerhalb der Punkteränge                          |
| Violett  | DNF                | Rennen nicht beendet (did not finish)                            |
| Violett  | NC                 | nicht klassifiziert (not classified)                             |
| Rot      | DNQ                | nicht qualifiziert (did not qualify)                             |
| Rot      | DNPQ               | in Vorqualifikation gescheitert (did not pre-qualify)            |
| Schwarz  | DSQ                | disqualifiziert (disqualified)                                   |
| Weiß     | DNS                | nicht am Start (did not start)                                   |
| Weiß     | WD                 | zurückgezogen (withdrawn)                                        |
| Hellblau | PO                 | nur am Training teilgenommen (practiced only)                    |
| Hellblau | TD                 | Freitags-Testfahrer (test driver)                                |
| ohne     | DNP                | nicht am Training teilgenommen (did not practice)                |
| ohne     | INJ                | verletzt oder krank (injured)                                    |
| ohne     | EX                 | ausgeschlossen (excluded)                                        |
| ohne     | DNA                | nicht erschienen (did not arrive)                                |
| ohne     | C                  | Rennen abgesagt (cancelled)                                      |
| ohne     | keine WM-Teilnahme |                                                                  |
| sonstige | P/fett             | Pole-Position                                                    |
| sonstige | 1/2/3/4/5/6/7/8    | Punktplatzierung im Sprint-/Qualifikationsrennen                 |
| sonstige | SR/kursiv          | Schnellste Rennrunde                                             |
| sonstige | *                  | nicht im Ziel, aufgrund der zurückgelegten Distanz aber gewertet |
| sonstige | ()                 | Streichresultate                                                 |
| sonstige | unterstrichen      | Führender in der Gesamtwertung                                   |

### Le-Mans-Ergebnisse
| Jahr | Team                  | Fahrzeug             | Teamkollege             | Platzierung            | Ausfallgrund                   |
| ---- | --------------------- | -------------------- | ----------------------- | ---------------------- | ------------------------------ |
| 1950 | Ecurie Lutetia        | Delahaye 175S        | Gaston Serraud          | Ausfall                | Batterie                       |
| 1951 | Johnny Claes          | Ferrari 212 Export C | Jean Lariviére          | Ausfall                | Tödlicher Unfall von Lariviére |
| 1953 | Capt. Marceau Crespin | Gordini T15S         | Roger Loyer             | Ausfall                | Motorschaden                   |
| 1954 | Equipe Gordini        | Gordini T15S         | Jacques Pollet          | Rang 6 und Klassensieg |                                |
| 1956 | Automobiles Gordini   | Gordini T23S         | Hernando da Silva Ramos | Ausfall                | Motorschaden                   |
| 1957 | Equipe Gordini        | Gordini T24S         | Jean Guichet            | Ausfall                | Motorschaden                   |
| 1958 | Hervé Peignaux        | Jaguar D-Type        | Jean-Marie Brussin      | Ausfall                | Tödlicher Unfall von Brussin   |

### Einzelergebnisse in der Sportwagen-Weltmeisterschaft
| Saison | Team            | Rennwagen     | 1   | 2   | 3   | 4   | 5   | 6   | 7   |
| ------ | --------------- | ------------- | --- | --- | --- | --- | --- | --- | --- |
| 1953   | Marceau Crespin | Gordini T15S  | SEB | MIM | LEM | SPA | NÜR | RTT | CAP |
| 1953   | Marceau Crespin | Gordini T15S  | DNF |     |     |     |     |     |     |
| 1954   | Gordini         | Gordini T15S  | BUA | SEB | MIM | LEM | RTT | CAP |     |
| 1954   | Gordini         | Gordini T15S  | 6   |     |     |     |     |     |     |
| 1957   | Gordini         | Gordini T24S  | BUA | SEB | MIM | NÜR | LEM | KRI | CAR |
| 1957   | Gordini         | Gordini T24S  |     | DNF |     |     |     |     |     |
| 1958   | Hervé Peignaux  | Jaguar D-Type | BUA | SEB | TAR | NÜR | LEM | RTT |     |
| 1958   | Hervé Peignaux  | Jaguar D-Type |     | DNF |     |     |     |     |     |